# Годфрид I (Долна Лотарингия)
Готфрид I (на немски: Gottfried I, * 925/935 или 940/945, † лятото 964 в Рим) от фамилията Матфриди, е 958 г. граф в Хенегау, 962 г. граф в Гилгау и от 959 до 964 г. вице-херцог на Долна Лотарингия.

## Биография
Той е най-големият син на Готфрид († 1 юни сл. 949), граф на Юлихгау (Pagus Juliacensis), пфалцграф на Лотарингия, и на Ерментруда от род Каролинги (* 908/909), най-възрастната дъщеря на Шарл III, крал на Западнофранкското кралство и първата му съпруга Фредеруна (* 887, † 10 февруари 917) от род Имединги. Баща му е племенник на крал Хайнрих I Птицелов († 936).
През 958 г. Готфрид е поставен за граф на Хенегау на мястото на сваления Регинар III. Той придружава роднината си Ото I в неговия поход до Италия, където през лятото на 964 г. умира – също както архиепископ Хайнрих I от Трир и много други – след обсадата и завладяването на Рим от епидемия без да остави деца.